# خانه مادرعلم
خانه مادرعلم مربوط به دوره قاجار است و در شهرستان بیرجند، روستای اکبریه واقع شده و این اثر در تاریخ ۲۵ اسفند ۱۳۷۹ با شمارهٔ ثبت ۳۳۴۰ به‌عنوان یکی از آثار ملی ایران به ثبت رسیده است.